# العلاقات المكسيكية البالاوية
العلاقات المكسيكية البالاوية هي العلاقات الثنائية التي تجمع بين المكسيك وبالاو.

## مقارنة بين البلدين
هذه مقارنة عامة ومرجعية للدولتين:
| وجه المقارنة                                              | المكسيك                                                                               | بالاو                         |
| --------------------------------------------------------- | ------------------------------------------------------------------------------------- | ----------------------------- |
| المساحة (كم2)                                             | 1.97 مليون                                                                            | 465                           |
| عدد السكان (نسمة)                                         | 130.53 مليون                                                                          | 21.73 ألف                     |
| الكثافة السكانية (ن./كم²)                                 | 66.26                                                                                 | 4.67 ألف                      |
| العاصمة                                                   | مدينة مكسيكو                                                                          | نغيرولمود، كورور              |
| اللغة الرسمية                                             | اللغة الإسبانية                                                                       | لغة إنجليزية، اللغة البالاوية |
| العملة                                                    | بيزو مكسيكي                                                                           | دولار أمريكي                  |
| الناتج المحلي الإجمالي (بليون دولار)                      | 1.15 تريليون                                                                          | 291.54 مليون                  |
| الناتج المحلي الإجمالي (تعادل القوة الشرائية) بليون دولار | 2.16 تريليون                                                                          | 326.12 مليون                  |
| الناتج المحلي الإجمالي الاسمي للفرد دولار أمريكي          | 9.01 ألف                                                                              | 13.50 ألف                     |
| الناتج المحلي الإجمالي للفرد دولار أمريكي                 | 17.32 ألف                                                                             | 14.76 ألف                     |
| مؤشر التنمية البشرية                                      | 0.756                                                                                 | 0.780                         |
| رمز المكالمات الدولي                                      | +52                                                                                   | +680                          |
| رمز الإنترنت                                              | .mx                                                                                   | .pw                           |
| المنطقة الزمنية                                           | منطقة زمنية وسطى، المنطقة الزمنية الجبلية، زمن منطقة المحيط الهادئ، منطقة زمنية شرقية | ت ع م+09:00                   |

## منظمات دولية مشتركة
يشترك البلدان في عضوية مجموعة من المنظمات الدولية، منها:
| علم المنظمة | اسم المنظمة                        | تاريخ انضمام المكسيك | تاريخ انضمام بالاو |
| ----------- | ---------------------------------- | -------------------- | ------------------ |
|             | مؤسسة التنمية الدولية              | 24 أبريل 1961        | 16 ديسمبر 1997     |
|             | الأمم المتحدة                      | 7 نوفمبر 1945        | 15 ديسمبر 1994     |
|             | منظمة حظر الأسلحة الكيميائية       | ?                    | ?                  |
|             | مؤسسة التمويل الدولية              | 20 يوليو 1956        | 16 ديسمبر 1997     |
|             | وكالة ضمان الاستثمار متعدد الأطراف | 1 يوليو 2009         | 16 ديسمبر 1997     |
|             | يونسكو                             | 4 نوفمبر 1946        | 20 سبتمبر 1999     |
|             | البنك الدولي للإنشاء والتعمير      | 31 ديسمبر 1945       | 16 ديسمبر 1997     |

## وصلات خارجية
- موقع وزارة الخارجية المكسيكية